# Liste der Kulturdenkmäler in Meisenheim
In der Liste der Kulturdenkmäler in Meisenheim sind alle Kulturdenkmäler der rheinland-pfälzischen Stadt Meisenheim aufgeführt. Grundlage ist die Denkmalliste des Landes Rheinland-Pfalz (Stand: 2. August 2023).

## Denkmalzonen
| Bezeichnung                                 | Lage                                         | Baujahr                     | Beschreibung | Bild                                    |
| ------------------------------------------- | -------------------------------------------- | --------------------------- | --- | --------------------------------------- |
| Denkmalzone Altstadt                        | Lage                                         | ab dem 14. Jahrhundert      | Altstadt mit Bausubstanz seit dem 14. Jahrhundert innerhalb und einschließlich der Stadtmauer des 14. Jahrhunderts, den Gießen mit den Gerbhäusern sowie der Bebauung vor dem ehemaligen Obertor und Schlosskirche | Fotos hochladen                         |
| Denkmalzone Alter Friedhof                  | Raumbacher Straße Lage                       | vor 1829                    | vor 1829 angelegt; Grabsteines des 17. Jahrhunderts bis um 1900; Umfassungsmauer | Fotos hochladen                         |
| Denkmalzone Gartenhaus im Park Am Layengang | Flur Am Layengang                            |                             | Gartenhaus | Direkt Bild zu diesem Denkmal hochladen |
| Denkmalzone Jüdischer Friedhof              | nordöstlich der Stadt; Distrikt Bauwald Lage | Anfang des 18. Jahrhunderts | Anfang des 18. Jahrhunderts eröffnet, 1850 erweitert, etwa 150 Grabsteine | weitere Bilder Fotos hochladen          |

## Einzeldenkmäler
| Bezeichnung                                    | Lage                                                        | Baujahr                              | Beschreibung | Bild                           |
| ---------------------------------------------- | ----------------------------------------------------------- | ------------------------------------ | --- | ------------------------------ |
| Stadtbefestigung                               | Lage                                                        | vor 1315                             | lange Abschnitte, teils mit Wehrgang, der vor 1315 begonnenen, 1689 teilzerstörten Stadtbefestigung | weitere Bilder Fotos hochladen |
| Eiserner Steg                                  | Am Herrenschlag Lage                                        | 1893                                 | segmentbogige Eisenkonstruktion, 1893 | Fotos hochladen                |
| Gelbes Haus                                    | Am Herrenschlag 1 Lage                                      | 1349                                 | ehemalige Johanniter-Komturei; im Kern von 1349 (?) oder vor 1489, Umbau im frühen 18. Jahrhundert; stattlicher Fachwerkbau mit Krüppelwalmdach, rückwärtig Schildgiebel, mit Ausstattung; Brücke zum Kirchhof der Schlosskirche, Hoftoranlage           | weitere Bilder Fotos hochladen |
| Wohnhaus                                       | Am Herrenschlag 2 Lage                                      | 1765                                 | spätbarockes Wohnhaus, teilweise verschiefertes Fachwerk, bezeichnet 1765 | Fotos hochladen                |
| Untertor                                       | Am Untertor Lage                                            | 13. Jahrhundert                      | dreigeschossiges Stadttor, 13. Jahrhundert und später | weitere Bilder Fotos hochladen |
| Untertorbrücke                                 | Am Untertor Lage                                            | nach 1784                            | dreibogige Sandsteinbrücke, wohl nach 1784, nach Beschädigung 1811 wiederhergestellt, verbreitert 1894 | Fotos hochladen                |
| Stadtmauer                                     | Am Wehr, im Bereich des Gießen Lage                         | 13. Jahrhundert                      | Stadtmauerrest mit Wehrgang, 13. Jahrhundert und später | Fotos hochladen                |
| Wohnhaus                                       | Am Wehr 2 Lage                                              | 1879                                 | gründerzeitlicher Sandsteinquaderbau mit Kniestock, spätklassizistische Fassade, 1879 | Fotos hochladen                |
| Wohnhaus                                       | Am Wehr 3 Lage                                              | zwischen 1768 und 1820               | ehemaliges Gerbhaus; Bruchsteinbau, teilweise Fachwerk, zwischen 1768 und 1820 | Fotos hochladen                |
| Wohnhaus                                       | Am Wehr 4 Lage                                              | zweite Hälfte des 19. Jahrhunderts   | ehemaliges Gerbhaus; im Kern aus der zweiten Hälfte des 19. Jahrhunderts | Fotos hochladen                |
| Hofanlage                                      | Amtsgasse 1/1a Lage                                         | 1763–65                              | stattliche barocke Hofanlage; abgewalmter Mansarddachbau, Großscheune, 1763–65, Architekt Philipp Heinrich Hellermann (?) | Fotos hochladen                |
| Amtsgericht                                    | Amtsgasse 2 Lage                                            | 1865/66                              | ehemaliges Amtsgericht; spätklassizistischer Sandsteinquaderbau, 1865/66 | Fotos hochladen                |
| Wohnhaus                                       | Amtsgasse 4 Lage                                            | um 1822/26                           | Wohnhaus, traufständiger Putzbau, um 1822/26 | Fotos hochladen                |
| Wohnhaus                                       | Amtsgasse 5 Lage                                            | 1833                                 | dreigeschossiges klassizistisches Wohnhaus, bezeichnet 1833 | Fotos hochladen                |
| Wohnhaus                                       | Amtsgasse 7 Lage                                            | um 1822/23                           | klassizistisches Wohnhaus, um 1822/23 | Fotos hochladen                |
| Wohnhaus                                       | Amtsgasse 11 Lage                                           | 1631                                 | Fachwerkhaus, teilweise massiv, 1631 | weitere Bilder Fotos hochladen |
| Hunoltsteiner Hof                              | Amtsgasse 13 Lage                                           | 16. bis 18. Jahrhundert              | Dreiflügelanlage, 16. bis 18. Jahrhundert; Hauptbau, teilweise Fachwerk, 16. Jahrhundert, barockes Nebengebäude, 1791–21, Fachwerkbau über Säulenhalle                                                                                                   | Fotos hochladen                |
| Wohnhaus                                       | Amtsgasse 15 Lage                                           | 1752                                 | spätbarockes Wohnhaus, bezeichnet 1752 | Fotos hochladen                |
| Wohnhaus                                       | Amtsgasse 19/21 Lage                                        | 1778                                 | spätbarockes Wohnhaus, bezeichnet 1778; im Kern eventuell aus dem 17. Jahrhundert | Fotos hochladen                |
| Pulverturm                                     | An der Bleiche Lage                                         | nach 1315                            | ehemaliger Pulverturm oder Bürgerturm; runder Stadtmauer-Eckturm, nach 1315, später verändert | Fotos hochladen                |
| Brücke                                         | An der Bleiche Lage                                         | zweite Hälfte des 19. Jahrhunderts   | Sandsteinbogenbrücke über den Gießen, zweite Hälfte des 19. Jahrhunderts | Fotos hochladen                |
| Bahnhof                                        | Bismarckplatz 1 Lage                                        | 1894                                 | späthistoristischer Sandsteinquaderbau mit Turm, Güterschuppen, Nebengebäude, 1894 | weitere Bilder Fotos hochladen |
| Scheune                                        | Bürgermeister-Waelder-Weg, neben Nr. 1 Lage                 | vor 1768                             | ehemalige Scheune, im Kern vor 1768 | Fotos hochladen                |
| Tür                                            | Hammelsgasse, an Nr. 1 Lage                                 | Ende des 18. Jahrhunderts            | spätbarockes Türblatt, Ende des 18. Jahrhunderts | Fotos hochladen                |
| Wohnhaus                                       | Hammelsgasse 3 Lage                                         | vor 1726                             | Wohnhaus, im Kern vor 1726, bezeichnet 1833 | Fotos hochladen                |
| Wohnhaus                                       | Hammelsgasse 5 Lage                                         | vor 1739                             | barockes Fachwerkhaus, vor 1739 | Fotos hochladen                |
| Brücke                                         | Hans-Franck-Straße Lage                                     | 1761                                 | einbogige Bruchsteinbrücke über den Reiffelbach, bezeichnet 1761 | Fotos hochladen                |
| Landwirtschaftsschule                          | Herzog-Wolfgang-Straße 9 Lage                               | 1922/23                              | ehemalige Landwirtschaftsschule; neuklassizistischer Putzbau, bezeichnet 1922/23 | Fotos hochladen                |
| Wohnhaus                                       | Hinter der Hofstadt 9 Lage                                  | 1904                                 | Klinkerbau, Jugendstilmotive, 1904 | Fotos hochladen                |
| Gartenhaus                                     | Hinter der Hofstadt, bei Nr. 11 Lage                        | um 1830                              | klassizistisches Gartenhaus, um 1830 | BW                             |
| Gartenhaus                                     | Hinter der Hofstadt, bei Nr. 19 Lage                        | um 1830                              | Gartenhaus, klassizistisch, um 1830 | BW                             |
| Wohn- und Geschäftshaus                        | Klenkertor 2 Lage                                           | nach 1686                            | spätbarocker abgewalmter Mansarddachbau, bezeichnet 1784, im Kern wohl nach 1686 | Fotos hochladen                |
| Wohn- und Geschäftshaus                        | Klenkertor 3 Lage                                           | 1604                                 | Wohn- und Geschäftshaus, teilweise Fachwerk, bezeichnet 1604, Umbau im späten 18. Jahrhundert | Fotos hochladen                |
| Gasthaus „Zum Engel“                           | Klenkertor 6 Lage                                           | Anfang des 18. Jahrhunderts          | stattlicher Fachwerkbau, wohl vom Anfang des 18. Jahrhunderts | Fotos hochladen                |
| Katholische Pfarrkirche St. Antonius von Padua | Klenkertor 7 Lage                                           | 1685–88                              | ehemalige Franziskaner-Klosterkirche; barocker Saalbau, 1685–88, Architekt Franz Matthias Heyliger, neubarocker Turm, 1902, Architekt Ludwig Becker, Mainz                                                                                               | weitere Bilder Fotos hochladen |
| Katholisches Pfarrhaus                         | Klenkertor, zu Nr. 7 Lage                                   | 1716                                 | ehemaliges Franziskanerkloster, barocke Zweiflügelanlage, bezeichnet 1716 und 1732; ehemaliger Klostergarten | Fotos hochladen                |
| Wohn- und Gasthaus                             | Klenkertor 9 Lage                                           | 1704                                 | Wohn- und Gasthaus; zwei barocke Fachwerk-Giebelhäuser, teilweise massiv, 1704 und 1714, 1818 zusammengefasst | Fotos hochladen                |
| Wohnhaus                                       | Klenkertor 16 Lage                                          | 16. oder 17. Jahrhundert             | Fachwerkhaus, teilweise massiv, wohl aus dem 16. oder 17. Jahrhundert | Fotos hochladen                |
| Scheune                                        | Klenkertor, zwischen Nr. 20 und 22 Lage                     | vor 1768                             | Bruchsteinscheune, vor 1768, Umbau bezeichnet 1853 | Fotos hochladen                |
| Wohnhaus                                       | Klenkertor 26 Lage                                          | 1618                                 | reiches dreigeschossiges Fachwerkhaus, bezeichnet 1618 und 1814 | weitere Bilder Fotos hochladen |
| Wohnhaus                                       | Klenkertor 30 Lage                                          | 17. Jahrhundert                      | Wohnhaus, wohl aus dem 17. Jahrhundert und später | Fotos hochladen                |
| Wohnhaus                                       | Klenkertor 36 Lage                                          | 1822                                 | Wohnhaus, nachbarocker Krüppelwalmdachbau, 1822 | Fotos hochladen                |
| Wohnhaus                                       | Lauergasse 3 Lage                                           | 1770                                 | spätbarockes Wohnhaus, bezeichnet 1770, im Kern eventuell älter | Fotos hochladen                |
| Wohnhaus                                       | Lauergasse 5 Lage                                           | 1739                                 | barockes Wohnhaus, bezeichnet 1739 | Fotos hochladen                |
| Wohnhaus                                       | Lauergasse 8 Lage                                           | Anfang des 18. Jahrhunderts          | barockes Wohnhaus, im Kern wohl vom Anfang des 18. Jahrhunderts | Fotos hochladen                |
| Skulptur                                       | Liebfrauenberg, bei Nr. 31 Lage                             | 1937/38                              | Skulpturengruppe Mutter und Kind, 1937/38, Bildhauer Hans Breker | Fotos hochladen                |
| Wohnhaus                                       | Lindenallee 2 Lage                                          | 1843                                 | spätklassizistisches Wohnhaus mit Kniestock, 1843 | Fotos hochladen                |
| Alte Volksschule                               | Lindenallee 9 Lage                                          | 1908                                 | Heimatstilbau mit Renaissancemotiven, 1908, Baurat Häuser, Kreuznach | Fotos hochladen                |
| Villa                                          | Lindenallee 21 Lage                                         | 1911                                 | stattliche späthistoristische Villa, 1911 | Fotos hochladen                |
| Wohnhaus                                       | Marktgasse 2 Lage                                           | vor 1761                             | barockes Fachwerkhaus, vor 1761, Umbau 1782 | Fotos hochladen                |
| Wohnhaus                                       | Marktgasse 3 Lage                                           | 16. Jahrhundert                      | Fachwerkhaus, teilweise massiv, im Kern eventuell aus dem 16. Jahrhundert, Umbau bezeichnet 1809 | Fotos hochladen                |
| Wohnhaus                                       | Marktgasse 5 Lage                                           | um 1830                              | klassizistisches Wohnhaus, um 1830, im Kern eventuell aus dem 17. oder 18. Jahrhundert | Fotos hochladen                |
| Wohnhaus                                       | Marktgasse 9 Lage                                           | 1782                                 | dreigeschossiges spätbarockes Wohnhaus, bezeichnet 1782 | Fotos hochladen                |
| Mohren-Apotheke                                | Marktplatz 2 Lage                                           | 16. Jahrhundert                      | dreigeschossiger Renaissancebau, im Kern aus dem 16. Jahrhundert | weitere Bilder Fotos hochladen |
| Wohn- und Geschäftshaus                        | Marktplatz 3                                                | 16. Jahrhundert                      | dreigeschossiges Wohn- und Geschäftshaus, im Kern aus dem 16. Jahrhundert (?), Umbau 1841 | Fotos hochladen                |
| Markthalle                                     | Marktplatz 4 Lage                                           | um 1550/60                           | ehemalige Markthalle; langgestreckter reicher Pultdachbau, Fachwerk, Säulenportikus, eventuell um 1550/60 oder aus dem 17. Jahrhundert | weitere Bilder Fotos hochladen |
| Wohn- und Geschäftshaus                        | Marktplatz 5 Lage                                           | 1856                                 | Wohn- und Geschäftshaus; spätklassizistischer Sandsteinquaderbau, 1856 | Fotos hochladen                |
| Stadtmühle                                     | Mühlgasse 3 Lage                                            | spätes 18. Jahrhundert               | ehemalige Stadtmühle; Stadtmauerturm (Mühlturm), großer Krüppelwalmdachbau, im Kern aus dem späten 18. Jahrhundert, Umbau bezeichnet 1860; drei- bis viergeschossiges Lagergebäude, Rundbogenstil, 1897, mit Stadtmauerturm, 14. Jahrhundert, Mauerreste | Fotos hochladen                |
| Wohnhaus                                       | Mühlgasse 6 Lage                                            | 1705                                 | barockes Fachwerkhaus, verputzt, bezeichnet 1705 | Fotos hochladen                |
| Stall                                          | Mühlgasse 8 Lage                                            | 18. Jahrhundert                      | ehemaliger Stall (?), teilweise Fachwerk, 18. Jahrhundert (?) | Fotos hochladen                |
| Scheune                                        | Mühlgasse 10 Lage                                           | 18. oder 19. Jahrhundert             | Scheune, teilweise Fachwerk, 18. oder 19. Jahrhundert | Fotos hochladen                |
| Wohnhaus                                       | Mühlgasse 12 Lage                                           | 1565                                 | Wohnhaus, im Kern von 1565 (?), Fachwerk-Obergeschoss wohl aus dem 18. Jahrhundert | Fotos hochladen                |
| Hospital                                       | Mühlgasse 14 Lage                                           | vor 1768                             | ehemaliges Hospital; Putzbau, vor 1768, Umbauten im 19. und 20. Jahrhundert, Scheune 1706 | Fotos hochladen                |
| Wohnhaus                                       | Obergasse 1 Lage                                            | 1852                                 | spätklassizistisches Wohnhaus, bezeichnet 1852, im Kern wohl älter | Fotos hochladen                |
| Wohnhaus                                       | Obergasse 2 Lage                                            | 1720                                 | barockes Fachwerkhaus, teilweise massiv, bezeichnet 1720 | Fotos hochladen                |
| Kellenbacher Hof                               | Obergasse 3 Lage                                            | 1530                                 | spätgotischer Massivbau mit Kastenerker und Treppenturm, bezeichnet 1530 | Fotos hochladen                |
| Ritterherberge                                 | Obergasse 4 Lage                                            | zweite Hälfte des 16. Jahrhunderts   | zwei- bis dreigeschossiges Doppelhaus, teilweise Fachwerk (barock), im Kern aus der zweiten Hälfte des 16. Jahrhunderts, bezeichnet 1723 | weitere Bilder Fotos hochladen |
| Steinkallenfelser Hof                          | Obergasse 5 Lage                                            | um 1530                              | spätgotischer Massivbau mit Treppenturm, um 1530, im 18. und 19. Jahrhundert überformt | Fotos hochladen                |
| Wohnhaus                                       | Obergasse 6 Lage                                            | 15. oder 16. Jahrhundert             | Doppelhaus, teilweise Fachwerk, im Kern spätgotisch (15. oder 16. Jahrhundert), Fassade um 1840 klassizistisch überformt | Fotos hochladen                |
| Reformiertes Pfarrhaus                         | Obergasse 7 Lage                                            | um 1760                              | ehemaliges reformiertes Pfarrhaus; Spätbarockbau, um 1760, Fachwerk-Scheune | Fotos hochladen                |
| Fürstenwärther Hof                             | Obergasse 8 Lage                                            | 16. Jahrhundert                      | Fürstenwärther Hof, 16. Jahrhundert; dreigeschossiges Wohnhaus, spätklassizistische Fassade, 1855, Baumeister Krausch, Nebengebäude 18. und 19. Jahrhundert                                                                                              | Fotos hochladen                |
| Wohnhaus                                       | Obergasse 12 Lage                                           | vor 1768                             | spätbarockes Wohnhaus, vor 1768 | Fotos hochladen                |
| Wohnhaus                                       | Obergasse 13 Lage                                           | 1713                                 | barockes Fachwerkhaus, verputzt, 1713, vor 1823 umgebaut | Fotos hochladen                |
| Wohnhaus                                       | Obergasse 15 Lage                                           | 17. oder Anfang des 18. Jahrhunderts | barockes Fachwerkhaus, 17. oder Anfang des 18. Jahrhunderts | Fotos hochladen                |
| Wohnhaus                                       | Obergasse 16 Lage                                           | vor 1730                             | Wohnhaus, teilweise verschiefertes Fachwerk, im Kern vor 1730, Umbau Anfang des 19. Jahrhunderts; Hinterhaus (Marktgasse 1): Fachwerkhaus, teilweise massiv, im Kern aus dem 17. Jahrhundert, Umbau um 1800                                              | Fotos hochladen                |
| Wohnhaus                                       | Obergasse 17 Lage                                           | 16. Jahrhundert                      | Renaissance-Fachwerkhaus, 16. Jahrhundert | Fotos hochladen                |
| Judenbad                                       | Obergasse 18 Lage                                           |                                      | ehemaliges Judenbad; Jugendstil-Haustür | BW                             |
| Inspektorenhaus                                | Obergasse 19 Lage                                           | nach 1588                            | ehemaliges lutherisches Pfarrhaus, Renaissance-Fachwerkbau mit polygonalem Treppenturm, nach 1588 | Fotos hochladen                |
| Wohnhaus                                       | Obergasse 21 Lage                                           | 1728                                 | barockes Fachwerkhaus, teilweise massiv, bezeichnet 1728 | Fotos hochladen                |
| Wohnhaus                                       | Obergasse 22 Lage                                           | 1906–08                              | spätgründerzeitliches Wohnhaus, Klinkerfassade, 1906–08, Baumeister Wilhelm | Fotos hochladen                |
| Wohnhaus                                       | Obergasse 23 Lage                                           | 17. Jahrhundert                      | Fachwerkhaus, teilweise massiv, im Kern wohl aus dem 17. Jahrhundert, spätbarocker Umbau (1764?) | Fotos hochladen                |
| Wohnhaus                                       | Obergasse 25 Lage                                           | 1931                                 | Wohnhaus mit reliefierten Fensterbrüstungen, bezeichnet 1931 | Fotos hochladen                |
| Boos von Waldeck’scher Hof                     | Obergasse 26 Lage                                           |                                      | im Kern spätmittelalterlich; dreigeschossiger Putzbau, Treppenturm, bezeichnet 1669, Umbau 1822 | weitere Bilder Fotos hochladen |
| Wohnhaus                                       | Obergasse 29 Lage                                           | 17. Jahrhundert                      | barockes Fachwerkhaus, teilweise massiv, 17. Jahrhundert | Fotos hochladen                |
| Wohnhaus                                       | Obergasse 31 Lage                                           | 13. oder 14. Jahrhundert             | Wohnhaus, bezeichnet 1612, im Kern wohl gotisch (13. oder 14. Jahrhundert?), Umbau 1891, Anbau, teilweise Fachwerk, um 1900 | Fotos hochladen                |
| Spolien                                        | Obergasse, an Nr. 35 Lage                                   |                                      | gotisches Fenster und Kragsteine | Fotos hochladen                |
| Wohnhaus                                       | Obergasse 41 Lage                                           | um 1704                              | dreigeschossiges barockes Fachwerkhaus, um 1704 | Fotos hochladen                |
| Verbandsgemeindeverwaltung                     | Obertor 13 Lage                                             | 1906/07                              | Jugendstil-Villa, 1906/07 | Fotos hochladen                |
| Brauerei Bonnet                                | Obertor 15 Lage                                             | drittes Drittel des 19. Jahrhunderts | ehemalige Brauerei Bonnet; weitläufige gründerzeitliche Gesamtanlage mit ehemaligen Mälzerei- und Lagergebäuden mit vier Schornsteinen, Wirtschaftshof, neugotische Stilelemente, drittes Drittel des 19. Jahrhunderts                                   | Fotos hochladen                |
| Villa                                          | Obertor 24 Lage                                             | 1890–93                              | Villa; spätgründerzeitlicher Walmdachbau, Neurenaissance, dreigeschossiger Turm, 1890–93, Architekt Jean Rheinstädter, Kreuznach | Fotos hochladen                |
| Forsthaus                                      | Obertor 30 Lage                                             | 1898                                 | ehemaliges Forsthaus; eingeschossiger spätgründerzeitlicher Krüppelwalmdachbau, 1898 | Fotos hochladen                |
| Villa                                          | Obertor 34 Lage                                             | 1896/97                              | spätgründerzeitliche Villa, 1896/97 | Fotos hochladen                |
| Villa                                          | Obertor 36 Lage                                             | 1906                                 | historisierende Villa, 1906 | Fotos hochladen                |
| Villa                                          | Obertor 38 Lage                                             | 1906                                 | Villa, historisierender Jugendstil, 1906 | Fotos hochladen                |
| Brunnen                                        | Rapportierplatz Lage                                        | 1938                                 | Laufbrunnen, 1938, Brunnenschale und -stock von Jordan, Bronzefigur von Emil Cauer dem Jüngeren | Fotos hochladen                |
| Wohn- und Gasthaus                             | Rapportierplatz 4 Lage                                      | Ende des 16. Jahrhunderts            | Fachwerkhaus, teilweise massiv, im Kern vom Ende des 16. Jahrhunderts, 1754 bezeichnet barock überformt | Fotos hochladen                |
| Portal                                         | Rapportierplatz, an Nr. 5 Lage                              | 1718                                 | Portal, barock, bezeichnet 1718 | Fotos hochladen                |
| Wohnhaus                                       | Rapportierplatz 6 Lage                                      | 17. Jahrhundert                      | barockes Fachwerkhaus, teilweise massiv, 17. Jahrhundert, bezeichnet 1758 | Fotos hochladen                |
| Wohnhaus                                       | Rapportierplatz 7 Lage                                      | Mitte des 18. Jahrhunderts           | Wohnhaus, spätbarocker Mansarddachbau, Mitte des 18. Jahrhunderts | Fotos hochladen                |
| Wohnhaus                                       | Rapportierplatz 8 Lage                                      | erste Hälfte des 19. Jahrhunderts    | dreigeschossiges Fachwerkhaus, verputzt, erste Hälfte des 19. Jahrhunderts | Fotos hochladen                |
| Wohnhaus                                       | Rapportierplatz 12/14 Lage                                  | vor 1768                             | dreigeschossiges spätbarockes Wohnhaus mit Kniestock, vor 1768, Umbau 1870 | Fotos hochladen                |
| Evangelisches Gemeindehaus                     | Rathausgasse 1 Lage                                         | 1761–71                              | ehemalige lutherische Christianskirche; spätbarocker Walmdachbau, 1761–71, Architekt Philipp Heinrich Hellermann | weitere Bilder Fotos hochladen |
| Wohnhaus                                       | Rathausgasse 3 Lage                                         | vor 1550                             | ehemalige Scheune, teilweise Fachwerk, vor 1550 (angeblich von 1495) | Fotos hochladen                |
| Hofanlage                                      | Rathausgasse 7, 9 Lage                                      | 18. Jahrhundert                      | Wohnhaus, Scheune, im Wesentlichen barocke Baugruppe, 18. Jahrhundert, Krüppelwalmdachbau, Torfahrt mit Fachwerküberbau, Bruchstein-Nebengebäude | Fotos hochladen                |
| Wohnhaus                                       | Raumbacher Straße 3 Lage                                    | 1906                                 | Wohnhaus, Jugendstil, 1906, Architekt Wilhelm | Fotos hochladen                |
| Wohnhaus                                       | Raumbacher Straße 5 Lage                                    | 1906/07                              | eingeschossiges Wohnhaus, Jugendstilmotive, 1906/07 | Fotos hochladen                |
| Wohnhaus                                       | Raumbacher Straße 7/7a Lage                                 | 1905                                 | eineinhalbgeschossiges Doppelwohnhaus, 1905 | Fotos hochladen                |
| Wohnhaus                                       | Raumbacher Straße 9/11 Lage                                 | 1907/08                              | Doppelwohnhaus; eingeschossiger Mansarddachbau, Jugendstil, 1907/08 | Fotos hochladen                |
| Gartenhaus                                     | Saarstraße, hinter Nr. 3 Lage                               | 1766                                 | Gartenhaus, Rokoko-Putzbau mit Schweifdach, 1766 | Fotos hochladen                |
| Synagoge                                       | Saarstraße 3a Lage                                          |                                      | dreigeschossiger Sandsteinquaderbau, Rundbogenstil, 1866 | weitere Bilder Fotos hochladen |
| Hofanlage                                      | Saarstraße 6 Lage                                           | um 1840                              | stattliche spätklassizistische Einfirstanlage, um 1840 | Fotos hochladen                |
| Kapelle des Gutleuthauses                      | Saarstraße 7 Lage                                           | 1745                                 | ehemalige Kapelle des Gutleuthauses (?); bezeichnet 1745, um 1900 überformt; spätklassizistisches Wohnhaus, um 1850/60, zugehörig? | Fotos hochladen                |
| Villa                                          | Saarstraße 9 Lage                                           | 1893                                 | Villa, Neurenaissance, 1893; Vorgartenstützmauer mit Eisengitterzaun; Pavillon mit geschweiftem Walmdach, 18. Jahrhundert | Fotos hochladen                |
| Post                                           | Saarstraße 12 Lage                                          | 1933                                 | Heimatschutzstilbau mit expressionistischen Motiven, 1933, Postbaurat Richard Lütje | Fotos hochladen                |
| Wohn- und Geschäftshaus                        | Saarstraße 16 Lage                                          | 1898                                 | Wohn- und Geschäftshaus, dreigeschossiges spätgründerzeitliches Wohnhaus, Renaissancemotive, 1898 | Fotos hochladen                |
| Wohnhaus                                       | Saarstraße 17 Lage                                          | 1908–10                              | villenartiges späthistoristisches Wohnhaus, 1908–10 | Fotos hochladen                |
| Bankgebäude                                    | Saarstraße 21 Lage                                          | 1901/02                              | ehemaliges Bankgebäude; spätgründerzeitliches Wohnhaus, Renaissancemotive, 1901/02, Gartenarchitekt Karl Gréus, ausgeführt von Architekt Schöpper | Fotos hochladen                |
| Gasthaus                                       | Saarstraße 23 Lage                                          | 1904                                 | spätgründerzeitliches Gasthaus, Renaissancemotive, 1904 | Fotos hochladen                |
| Türen und Treppe                               | Schillerstraße, in Nr. 4d Lage                              |                                      | zwei klassizistische Türen, Treppe | BW                             |
| Ölmühle                                        | Schillerstraße 6 Lage                                       | 1693                                 | ehemalige Ölmühle; barockes Fachwerkhaus, Krüppelwalmdach, 1693 | Fotos hochladen                |
| Wohnhaus                                       | Schillerstraße 8 Lage                                       | 1902                                 | spätgründerzeitliches Wohnhaus, Neurenaissance, 1902 | Fotos hochladen                |
| Kriegerdenkmal                                 | Schlossplatz, an der Stadtmauer Lage                        | 1924                                 | Kriegerdenkmal 1914/18, Relief eines Engels mit Posaune, Terrakotta, 1924, Bildhauer Professor Ludwig Cauer, Bad Kreuznach | Fotos hochladen                |
| Evangelische Schlosskirche                     | Schlossplatz 1 Lage                                         |                                      | ehemalige Johanniterkirche, spätgotische Hallenkirche, 1479–1504, Architekt Philipp von Gmünd, 1766–1770 Innenumbau durch Philipp Heinrich Hellermann; Stützmauer mit spätgotischem Portal, bezeichnet 1484                                              | weitere Bilder Fotos hochladen |
| Schloss der Herzöge von Pfalz-Zweibrücken      | Schlossplatz 2/3 Lage                                       | 1614                                 | Magdalenenbau des Schlosses; achteckiger Treppenturm, 1614, Architekt Hans Grawlich, 1825 aufgestockt; Seitenflügel, 1825, Architekt Georg Moller | weitere Bilder Fotos hochladen |
| Wohnhaus                                       | Schmidtsgasse 1 Lage                                        | 16. oder Anfang des 17. Jahrhunderts | dreigeschossiges Fachwerkhaus, verputzt, im Kern aus dem 16. oder vom Anfang des 17. Jahrhunderts, Umbau 1885 | Fotos hochladen                |
| Magazingebäude                                 | Schmidtsgasse 2 Lage                                        | 1876                                 | eineinhalbgeschossiges Magazingebäude, 1876 | Fotos hochladen                |
| Wohnhaus                                       | Schweinsgasse 7 Lage                                        | 18. Jahrhundert                      | Wohnhaus mit Kniestock, im Kern eventuell aus dem 18. Jahrhundert, um 1830 spätklassizistische überformt | Fotos hochladen                |
| Tür                                            | Schweinsgasse, an Nr. 12 Lage                               | erste Hälfte des 19. Jahrhunderts    | klassizistisches Haustürblatt, erste Hälfte des 19. Jahrhunderts | Fotos hochladen                |
| Wohnhaus                                       | Schweinsgasse 16 Lage                                       | 1905                                 | Wohnhaus, 1905 | Fotos hochladen                |
| Gartenhaus                                     | Stadtgraben, bei Nr. 7 Lage                                 | um 1820                              | klassizistisches Gartenhaus, um 1820 | BW                             |
| Gartenhaus                                     | Stadtgraben, bei Nr. 9 Lage                                 | 1836                                 | klassizistisches Gartenhaus, bezeichnet 1836 | BW                             |
| Wohnhaus                                       | Untergasse 1 Lage                                           | 17. Jahrhundert                      | barockes Fachwerkhaus, verputzt und verschiefert, wohl aus dem 17. Jahrhundert, bezeichnet 1716 | Fotos hochladen                |
| Wohnhaus                                       | Untergasse 2 Lage                                           | 15. Jahrhundert                      | dreigeschossiger Krüppelwalmdachbau, im Kern aus dem 15. Jahrhundert, westliche Traufseite aus dem 17. und 18. Jahrhundert | weitere Bilder Fotos hochladen |
| Wohn- und Geschäftshaus                        | Untergasse 8 Lage                                           | zweite Hälfte des 16. Jahrhunderts   | dreigeschossiges Wohn- und Geschäftshaus, Fachwerk, im Kern wohl aus der zweiten Hälfte des 16. Jahrhunderts, wohl im 18. Jahrhundert überformt | Fotos hochladen                |
| Wohn- und Geschäftshaus                        | Untergasse 10 Lage                                          | 1724                                 | barockes Wohn- und Geschäftshaus, bezeichnet 1724 | Fotos hochladen                |
| Wohnhaus                                       | Untergasse 12 Lage                                          | Mitte des 16. Jahrhunderts           | Fachwerkhaus, teilweise massiv, Mitte des 16. Jahrhunderts, barocke Überformung im 17. Jahrhundert | Fotos hochladen                |
| Wohn- und Geschäftshaus                        | Untergasse 15/17 Lage                                       | 1658                                 | Wohn- und Geschäftshaus, bezeichnet 1658, im 19. Jahrhundert überformt, Ladeneinbau um 1900 | Fotos hochladen                |
| Wohn- und Geschäftshaus                        | Untergasse 18 Lage                                          | 1872                                 | dreigeschossiger spätklassizistischer Sandsteinquaderbau, 1872; zugehörig spätklassizistisches Wohnhaus, Mitte des 19. Jahrhunderts | Fotos hochladen                |
| Wohnhaus                                       | Untergasse 19 Lage                                          | 1529                                 | Fachwerkhaus, teilweise massiv, bezeichnet 1529, barocke Überformung im späteren 18. Jahrhundert | Fotos hochladen                |
| Wohn- und Geschäftshaus                        | Untergasse 20/22 Lage                                       | vor 1768                             | dreigeschossiges Wohn- und Geschäftshaus (Fachwerk-Doppelhaus), im Kern vor 1768; Volutenstein mit Steinmetzzeichen, wohl aus dem 16. oder 17. Jahrhundert                                                                                               | Fotos hochladen                |
| Rathaus                                        | Untergasse 23 Lage                                          | um 1517                              | dreigeschossiger spätgotischer Krüppelwalmdachbau, teilweise verschiefertes Fachwerk, Hallenerdgeschoss, um 1517, Architekt wohl Philipp von Gmünd; Treppenturm 1580, Spindel 1652                                                                       | weitere Bilder Fotos hochladen |
| Fassade                                        | Untergasse 24 Lage                                          | vor 1768                             | Fassade eines Wohn- und Geschäftshauses, Mansardwalmdachbau, im Kern vor 1768, um 1825 aufgestockt | Fotos hochladen                |
| Wohn- und Geschäftshaus                        | Untergasse 28 Lage                                          | erste Hälfte des 16. Jahrhunderts    | dreigeschossiges Wohn- und Geschäftshaus; Fachwerk, im Kern aus der ersten Hälfte des 16. Jahrhunderts | Fotos hochladen                |
| Tür                                            | Untergasse, an Nr. 29 Lage                                  | 1797                                 | ehemalige Haustür und Wandschrank, 1797 | BW                             |
| Wohnhaus                                       | Untergasse 32 Lage                                          | 1787                                 | dreigeschossiges spätbarockes Wohnhaus, ehemals bezeichnet 1787 | Fotos hochladen                |
| Wohn- und Geschäftshaus                        | Untergasse 33 Lage                                          | Ende des 17. Jahrhunderts            | dreigeschossiges Wohn- und Geschäftshaus, Ende des 17. Jahrhunderts | Fotos hochladen                |
| Wohn- und Geschäftshaus                        | Untergasse 34 Lage                                          | 1526                                 | Fachwerkhaus mit Kastenerker, angeblich von 1526, wohl eher aus der zweiten Hälfte des 16. oder dem frühen 17. Jahrhundert | Fotos hochladen                |
| Wohn- und Geschäftshaus                        | Untergasse 35 Lage                                          | vor 1768                             | dreigeschossiges Wohn- und Geschäftshaus; Fachwerk, im Kern vor 1768, Umbau im 19. Jahrhundert | Fotos hochladen                |
| Wohn- und Geschäftshaus                        | Untergasse 36/38 Lage                                       | spätes 18. Jahrhundert               | Wohn- und Geschäftshaus; Nr. 36: im Kern aus dem späten 18. Jahrhundert, klassizistischer Ladeneinbau; Nr. 38: 1932, Architekt Wilhelm | Fotos hochladen                |
| Tür                                            | Untergasse, an Nr. 37 Lage                                  | um 1780                              | Rokokotürblatt, um 1780 | Fotos hochladen                |
| Türen und Treppe                               | Untergasse, an Nr. 39 Lage                                  | 1817                                 | klassizistische Haustürblätter, um 1820; Steintafel mit Bauinschrift, 1817; Holztreppe, 1817 | Fotos hochladen                |
| Wohnhaus                                       | Untergasse 40 Lage                                          | 1822/23                              | dreigeschossiges klassizistisches Wohnhaus, 1822/23 | Fotos hochladen                |
| Wohn- und Geschäftshaus                        | Untergasse 53 Lage                                          | Anfang des 17. Jahrhunderts          | dreigeschossiges Wohn- und Geschäftshaus, Fachwerk, Anfang des 17. Jahrhunderts | Fotos hochladen                |
| Wohnhaus                                       | Untergasse 54 Lage                                          | um 1570/80                           | dreigeschossiges Fachwerkhaus, teilweise massiv, polygonaler Treppenturm, um 1570/80, Portal bezeichnet 1775 | Fotos hochladen                |
| Wohn- und Geschäftshaus                        | Untergasse 55/57 Lage                                       | 16. Jahrhundert                      | dreigeschossiges Wohn- und Geschäftshaus; zwei unter einem Dach zusammengefasste Fachwerkhäuser, 16. Jahrhundert | Fotos hochladen                |
| Wohn- und Geschäftshaus                        | Untergasse 59 Lage                                          | 18. Jahrhundert                      | Fachwerk-Wohn- und Geschäftshaus, teilweise massiv, im Kern wohl aus dem 18. Jahrhundert, Umbau 1838 | Fotos hochladen                |
| Wohn- und Geschäftshaus                        | Untergasse 60 Lage                                          | 1820                                 | Wohn- und Geschäftshaus, bezeichnet 1820; barockes Hinterhaus, 18. Jahrhundert | Fotos hochladen                |
| Wohn- und Geschäftshaus                        | Untergasse 62 Lage                                          | 15. Jahrhundert                      | dreigeschossiges Wohn- und Geschäftshaus, im Kern aus dem 15. Jahrhundert (?), Fachwerk wohl aus dem 18. Jahrhundert | Fotos hochladen                |
| Gasthaus „Zum Untertor“                        | Untergasse 66 Lage                                          | vor 1768                             | barockes Wohn- und Gasthaus, vor 1768 (eventuell aus dem 17. Jahrhundert) | Fotos hochladen                |
| Wohnhaus                                       | Wagnergasse 1 Lage                                          | um 1800                              | klassizistisches Wohnhaus, im Kern um 1800 | Fotos hochladen                |
| Wohnhaus                                       | Wagnergasse 2 Lage                                          | vor 1712                             | barockes Wohnhaus, vor 1712 | Fotos hochladen                |
| Wohnhaus                                       | Wagnergasse 8 Lage                                          | 1671                                 | ehemalige Poststation; Fachwerkhaus, teilweise massiv, bezeichnet 1671, spätbarock überformt bezeichnet 1780 | Fotos hochladen                |
| Wohnhaus                                       | Wagnergasse 11 Lage                                         | Mitte des 19. Jahrhunderts           | spätklassizistisches Wohnhaus, Mitte des 19. Jahrhunderts | Fotos hochladen                |
| Wohnhaus                                       | Wagnergasse 13 Lage                                         | 17. oder 18. Jahrhundert             | barockes Fachwerkhaus, teilweise massiv, 17. oder 18. Jahrhundert | Fotos hochladen                |
| Wohnhaus                                       | Wagnergasse 20 Lage                                         | 1743                                 | barockes Fachwerkhaus, teilweise massiv, Mansarddach, bezeichnet 1743 | Fotos hochladen                |
| Brücke                                         | südlich der Stadt im Tal des Glan Lage                      | 1749                                 | zweibogige barocke Sandsteinbrücke, bezeichnet 1749 | Fotos hochladen                |
| Gartenhaus                                     | südwestlich der Stadt; Flur Im Bendstich Lage               | 1793                                 | Gartenhaus; spätbarocker Putzbau, angeblich von 1793 | BW                             |
| Wasserbehälter                                 | westlich der Stadt an der K 66; Flur In der Gohlenbach Lage | 1899                                 | Wasserbehälter, Sandsteinquaderfront, bezeichnet 1899 | BW                             |

## Ehemalige Kulturdenkmäler
| Bezeichnung             | Lage                   | Baujahr                  | Beschreibung | Bild            |
| ----------------------- | ---------------------- | ------------------------ | --- | --------------- |
| Gasthaus „Zur Blume“    | Obergasse 33 Lage      | vor 1768                 | spätbarocker Mansarddachbau, vor 1768; 2013 umgebaut, aus Denkmalliste gelöscht | Fotos hochladen |
| Wohnhaus                | Rathausgasse 8 Lage    | 16. Jahrhundert          | Wohnhaus, im Kern wohl spätgotisch (16. Jahrhundert?), im 18. Jahrhundert, um 1820 sowie im 20. Jahrhundert überformt; stattliches Fachwerk-Nebengebäude; abgebrochen, durch Neubau ersetzt und aus Denkmalliste gelöscht | BW              |
| Wohnhaus                | Rathausgasse 10 Lage   | 18. Jahrhundert          | barocker abgewalmter Mansarddachbau, 18. Jahrhundert; abgebrochen, durch Neubau ersetzt und aus Denkmalliste gelöscht | BW              |
| Werkstattgebäude        | Schillerstraße 18 Lage | um 1900                  | ehemalige Sattlerei (?); eingeschossiges Werkstattgebäude mit Laden um 1900; aus Denkmalliste gelöscht | Fotos hochladen |
| Wohn- und Geschäftshaus | Untergasse 56 Lage     | 17. oder 18. Jahrhundert | barockes Wohn- und Geschäftshaus, 17. oder 18. Jahrhundert; aus Denkmalliste gelöscht | Fotos hochladen |
| Wohnhaus                | Wagnergasse 5 Lage     | vor 1685                 | Fachwerkhaus, im Kern vor 1685, bezeichnet 1772; abgebrochen | BW              |